# Sant'Angelo a Scala
Sant'Angelo a Scala es uno de los 119 municipios o comunas ("comune" en italiano) de la provincia de Avellino, en la región de Campania. Con cerca de 736 habitantes, se extiende por una área de 10 km², teniendo una densidad de población de 74 hab/km². Linda con los municipios de Altavilla Irpina, Capriglia Irpina, Grottolella, Pietrastornina, Summonte.

## Demografía
| Gráfica de evolución demográfica de Sant'Angelo a Scala entre 1861 y 2001 |
|                                                                           |
| Fuente ISTAT - elaboración gráfica de Wikipedia                           |

- Datos: Q55100
- Multimedia: Sant'Angelo a Scala / Q55100

1. ↑  Worldpostalcodes.org, código postal n.º 83010.
2. ↑  «Codici Catastali». Comuni-italiani.it (en italiano). Consultado el 29 de abril de 2017.